# Hanjagodanahalli Estate, Sakleshpur
Hanjagodanahalli Estate là một làng thuộc tehsil Sakleshpur, huyện Hassan, bang Karnataka, Ấn Độ.